# 식용 곤충

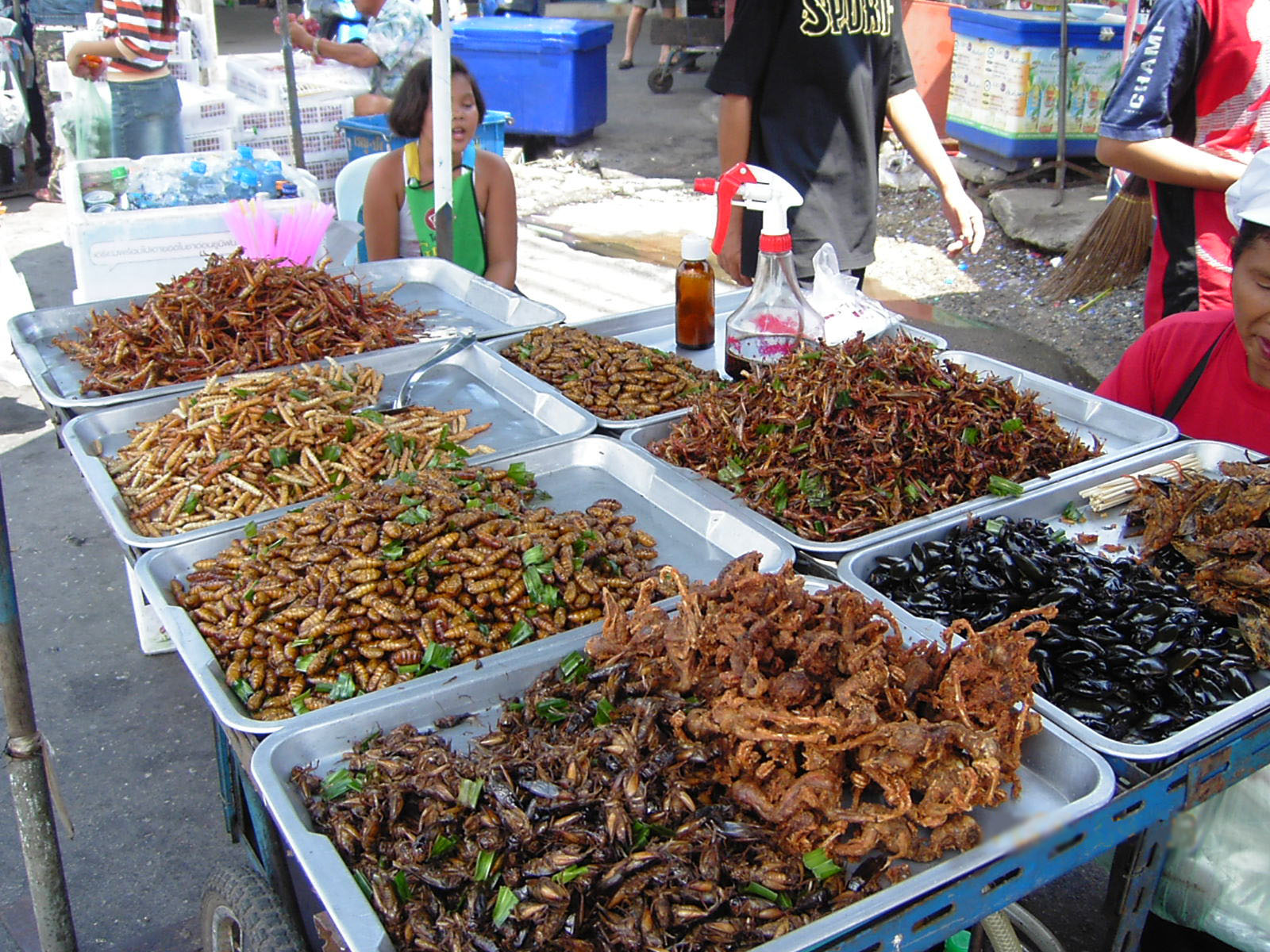
타이의 수도인 방콕의 한 재래시장에 진열된 식용 곤충들.

식용 곤충은 주로 곤충을 음식으로 활용하는 식량 자원이다. 주로 일본, 중화인민공화국, 라오스, 타이, 베트남 등지에서 많이 보급되고 있다. 다만, 대한민국에서는 메뚜기와 번데기를 주로 식용으로 쓰이며, 식약처에 의해 2014년에는 갈색거저리와 흰점박이꽃무지 유충이 식품 원료로써 인정되었다. 이들 갈색거저리와 흰점박이꽃무지 유충은 애칭 공모를 통해 각각 '고소애'와 '꽃뱅이'란 이름으로 불리고 있으며, 장수풍뎅이 유충과 귀뚜라미도 한시적인 식품 원료로 인정되었다.

## 특징
축산업으로 인한 온실가스의 배출이 지구 온난화 전체의 17%에 달한다는 점에 대비해 식용 곤충은 그 친환경적인 가치를 인정받고 있으며, 영양학적인 가치를 인정받아 미래의 식량 자원으로 떠오르고 있다. 유럽이나 미국의 유명 레스토랑에서도 곤충 요리를 많이 유입되고 있는 추세이지만 일부 종교권 국가(특히 이슬람교)에서는 쇠고기나 돼지고기와 마찬가지로 식용 곤충을 기피하고 있으며 혐오감을 준다는 이유로 인해 보급화가 쉽지 않다. 식량안전보장이 되지 않는 개발도상국가들에게 비용효과적인 해결책으로 식용곤충사육이 주목받고있다.
쿠키와 마카롱, 파스타 등의 음식들을 판매하는 레스토랑도 생겨나고 있다. 식용곤충의 혐오감을 줄이고 일상에서 식품으로 이용하기 위한 관련 과학기술적 연구가 진행되고 있으며, 레시피들이 개발되고 있다.
국제연합식량농업기구(FAO)에 따르면, 곤충은 쇠고기에 비해 단백질뿐만 아니라 미네랄, 비타민,그리고 섬유질의 함량이 높다. 더불어 포화지방보다 불포화 지방산 함량이 높은 음식으로, 영양학적 가치가 매우 크다고 할 수 있다. 곤충은 냉온동물로 체온을 유지하는데 적은 에너지를 소모하므로 적은 양의 사료를 필요로하며 물발자국과 온실가스 발생량이 기존 가축보다 현저히 낮다. 식용 곤충은 전통적인 가축보다 기하급수적으로 빠른 성장과 번식주기를 보여주고 필요한 토지공간이 적은 것도 장점이라 할 수 있다.
식용곤충이 미래식량으로 대중화되기 위해 안전성에 대한 연구가 진행되고 있다. 가장 큰 우려는 바로 식품알레르기로, 새우나 게 등 갑각류(키틴질)알레르기가 있는 경우에도 위험성이 있을 수 있다.

## 대한민국의 식용 곤충

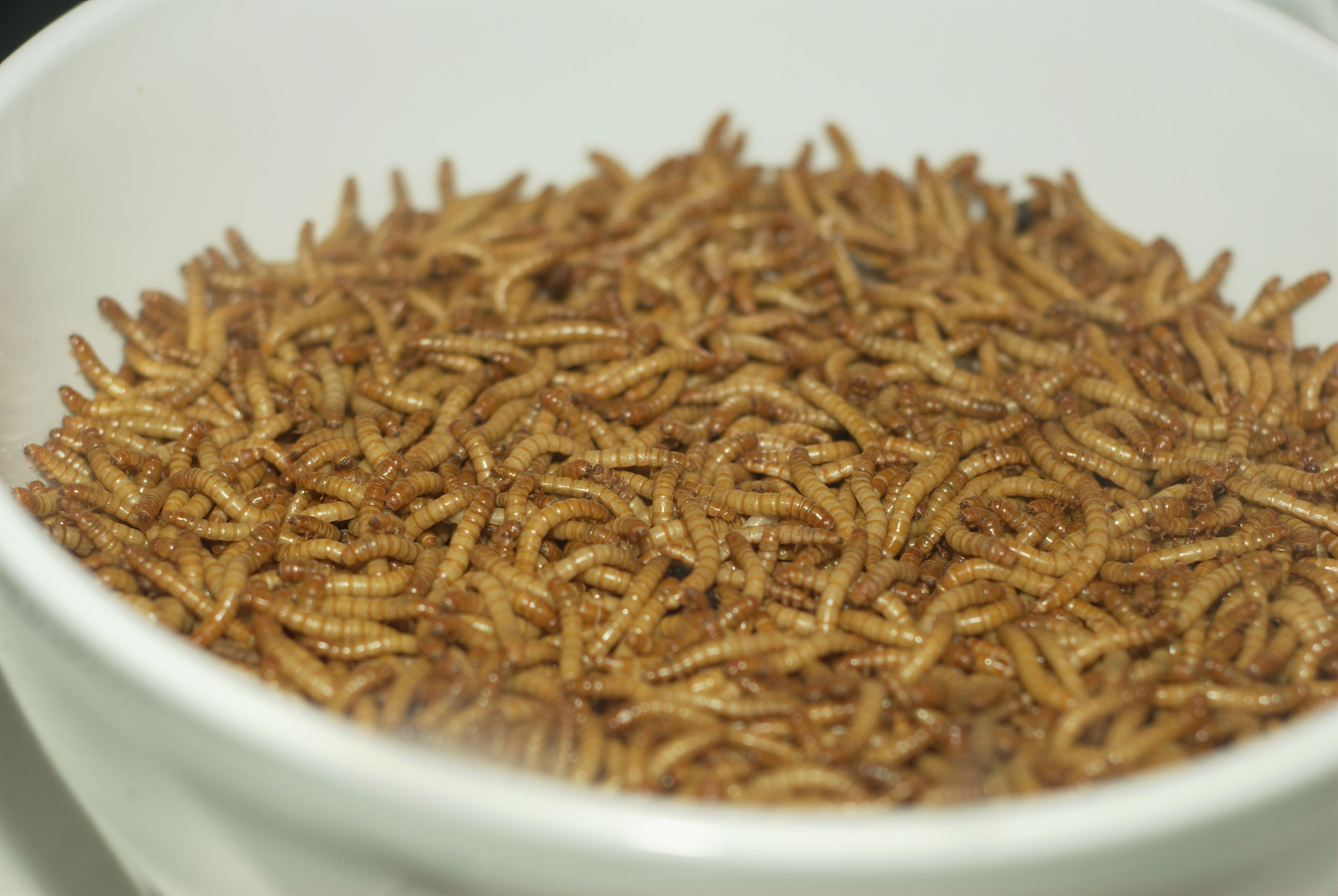
그릇 속의 갈색거저리 유충

대한민국에서는 다음 곤충을 식품 원료로 사용할 수 있다.
- 메뚜기[7]
- 누에 (누에/번데기/백강잠(白殭蠶)) [B][8]
- 벼메뚜기

- 갈색거저리 유충[9]
- 쌍별귀뚜라미[10]